# ラーズ・アル・グール
ラーズ・アル・グール (Ra's al Ghul, アラビア語: رأس الغول) は、DCコミックスの出版するアメリカンコミック『バットマン』に登場する架空のスーパーヴィラン。ライターのデニス・オニールとアーティストのニール・アダムスによって創造され、“Batman“#232（1971年6月）の"Daughter of the Demon"で初登場した。ラーズ・アル・グールはバットマンの最も永続的な敵の一つである。

## 概要
ライターのデニス・オニールとアーティストのニール・アダムスによって創造され、“Batman“#232（1971年6月）の"Daughter of the Demon"で初登場した。キャラクターの創造には女王陛下の007（1969年）とフー・マンチューの影響を受けた。ラーズ・アル・グールは最も顕著なリーグ・オブ・アサシンのリーダーであり、名前はアラビア語で「悪魔の頭」を意味する。ラーズの息子はドゥシャン・アル・グール、娘はタリア・アル・グールとナイッサ・ラーツコであり、ダミアン・ウェインの母方の祖父である。
ラーズ・アル・グールは世界の環境を完璧なバランスに守る事を目的とする国際的な犯罪の首謀者。彼はこのバランスを成し遂げる最良の方法が大部分の人間を排除する事だと思っている。彼はしばしば生物兵器や遺伝子工学を用いたウイルスを使用する。ラザラス・ピットはラーズに数世紀の寿命を与え、その間に様々な戦闘の技術を磨いてきた。ラーズはバットマンに対する敬意から“Detective”（探偵）と呼び、しばしばバットマンを自身の後継者にしようとする。ラーズはバットマンの正体がブルース・ウェインだと知っているが、彼に対する敬意からその事を黙っている。
ラーズ・アル・グールは様々なメディアで紹介されてきた。デビッド・ワーナーの演じた『バットマン (アニメ)』は、コミックブック以外のメディアで彼の初登場になった。ダークナイト・トリロジーではリーアム・ニーソン、『バットマン:アンダー・ザ・レッドフード』ではジェイソン・アイザックス、『バットマン アーカム・シティ』ではディー・ブラッドリー・ベイカー、『ARROW/アロー』ではマット・ネイブルが演じた。
IGNの"Top 100 Comic Book Villains of All Time"（コミックブックのヴィラントップ100）では、ラーズ・アル・グールは第7位にランクインされた。

## 架空の人物の伝記
ラーズ・アル・グールの本名、初期の人生、正確な年齢は様々な作家により異なる。
デニス・オニールとノーム・ブレイフォーグルによって描かれた“Batman: Birth of the Demon“(1992年)では、ラーズ・アル・グールは600年以上前にアラビアで砂漠の遊牧民として誕生した。若い頃から科学に興味を持ち、生命について追求するために部族を捨てて都市に移り住んだ。彼は医師になり、ソラという女性と結婚した。ラーズはラザラス・ピットの秘密を発見して瀕死の王子を救う。しかし、王子はラザラス・ピットの影響で正気を失い、ソラを絞め殺す。王子はラーズを投獄して死刑を宣告する。ラーズは牢獄から脱出して自ら部族を率いて都市を壊滅させ、ウィルスを使い王族を殺害する。そして、自身を"Ra's al Ghul"（ラーズ・アル・グール）、"Demon's Head"（悪魔の頭）だと宣言する。

## ラザラス・ピット
地球に現れる特別な泉。通常は泡立つ緑色の液体として描かれる。病気や怪我を治し、ピットに沈んだ時間に応じて人間を若返らせる。さらに、死者を復活させる能力を持つ。健康な人間がピットに入るとほとんどの場合は死亡する。副作用として、ラザラス・ピットを使用した者は正気を失う。

## 他のメディア

### 映画
バットマン ビギンズ
ヒマラヤの奥地に潜み、数千年の歴史を持つ影の同盟（League of Shadows）のリーダー。腐敗した世界の秩序と正義を維持する事を目的にしている。影武者をラーズ・アル・グールだと思わせ、ヘンリー・デュカードとして行動している。
デュカードはブルース・ウェインの師匠であり、隠密と武術の訓練を教えた。腐敗したゴッサムシティを破壊しようとしたため、ブルースに反逆される。以前にゴッサムを破壊しようとして経済不況を引き起こし、ブルースの両親が死ぬ間接的な原因を作った。
ヘンリー・デュカードはバットマン (映画)の脚本家であるサム・ハムにより創造されたコミックブックのキャラクターをモデルにしている。パリの刑事であり、ブルースを鍛え上げ、ロビンも指導した。
ラーズ・アル・グールはリーアム・ニーソンが演じた。ビデオ版では佐々木勝彦、日本テレビ版では津嘉山正種、フジテレビ版では若本規夫が演じた。
ラーズ・アル・グールの影武者は渡辺謙が演じた。影武者の奇妙な言葉は渡辺が響きを重視して考案した。渡辺は多くの出演した作品の日本語吹き替えも担当するが、本作では担当していない。ビデオ版では大川透、日本テレビ版では緒方文興、フジテレビ版ではてらそままさきが演じた。
ダークナイト ライジング
ベインがラーズの遺志を継ぐと宣言する。また、ブルースの前に幻覚として現れて自身を「不死身」と称した。

### ドラマ
ARROW/アロー
シーズン3にリーグ・オブ・アサシンのリーダーとして登場する。ナンダ・パルバットの本部に潜む。アロー（オリバー・クイーン）を自身の後継者に定めた。シーズン3の最終回で死亡したため、ダークアーチャー（マルコム・マーリン）が役割を引き継ぐ。
マット・ネイブルが演じた。
GOTHAM/ゴッサム
シーズン3最後に登場する。アレクサンダー・シディグが演じる。日本語吹き替えは山野井仁。

### アニメ
バットマン (アニメ)
「レイシュ・アル・グル」と呼ばれている。声優はデビッド・ワーナー。日本語吹き替えは田中正彦。
スーパーマン (アニメ)
ラザラス・ピットの泉で若返ることが出来なくなり、老化が進む。生きる為にスーパーマンのパワーを奪おうと企む。声優はデビッド・ワーナー。日本語吹き替えは田中正彦。
バットマン・ザ・フューチャー
死亡したが、タリアの肉体を乗っ取ることで再生した。
バットマン:ブレイブ&ボールド
「レイシュ・アル・グール」と呼ばれている。日本語吹き替えは田中正彦。